# Thomas Robert Bugeaud
Thomas-Robert Bugeaud, markýz de la Piconnerie, vévoda d'Isly (15. října 1784 v Limoges – 9. června 1849 v Paříži) byl francouzský generál a maršál Francie.

## Život
Bugeaud de la Piconnerie pocházel ze staré šlechtické rodiny, usazené řadu generací v Périgordu. Roku 1804 vstoupil jako granátník do gardy a bojoval jako podporučík u Slavkova (2. prosince 1805) a v následujícím tažení na sebe upozornil v bitvě u Pultusku (26. prosince 1806). Po Tylžském míru bojoval na Iberském poloostrově pod Suchetem u Leridy (13. května 1810), Tortosy, a Tarragony (červen 1811). Osobně se vyznamenal jako velitel praporu 13. září 1811 u Cruz de Ordal a roku 1814 již bojuje jako plukovník. Roku 1815 během Sta dní vedl předvoj Alpské armády maršála Sucheta. Během Restaurace zůstal inaktivní a žil na svém statku La Durante (Dordogne), kde se kromě hospodářství věnoval edukaci modernizace zemědělství a vzdělávání prostého lidu. Roku 1830 se přidal na stranu Ludvíka Filipa a roku 1831 byl jmenován marechal de camps (cca generálmajor) a poslancem v parlamentu za Perigueux. Roku 1832 byl jmenován velitelem brigády pařížské posádky a brzy poté pověřen velením v Blaye, kde byla tehdy vězněna vévodkyně de Berry. Když byl Bugeaud v parlamentu poslancem Dulongem obviněn z dohledu na věznění vévodkyně, Bugeaud Dulonga v souboji zastřelil (1834). V parlamentu byl Bugeaud zásadním odpůrcem všeobecného hlasovacího práva, volební reformy, svobody tisku a hlasoval pro zvýšení rozpočtu ministerstva války. Roku 1836 byl pověřen velením armády v Oranu proti Abd al-Kádirovi. Osvobozením sboru, který byl v Tasně obklíčen Abd al-Kádirovými jednotkami a vítězstvím na řece Sika (6. července 1836) byl povýšen na generálporučíka. Během tažení se udála příhoda, která Bugeauda proslavila mezi vojáky a dodnes ožívá v písni: Během bojů byl 2. pluk spahiů utábořen v Nefthah, místě mezi Mescarou a Saidou. Tam byl náhle překvapivě přepaden. Bugeaud, který s plukem nocoval, vyrazil okamžitě ze stanu, ale zapomněl si sundat noční čepec, tak celou dobu úspěšně bojoval. Kapitán Chambry ještě téže noci napsal píseň „La Casquette du pére Bugeaud“ (“Čepice otce Bugeauda“), na melodii slavnostního pochodu, který vznikl 1812 „Aux Champs (en marchant)“ („Do pole pochodem“), která dodnes je známa a zpívána.

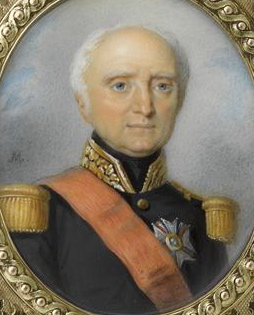
Thomas-Robert Bugeaud de la Piconnerie, duc d'Isly (1784–1849)

As tu vu, la casquette, la casquette,

As tu vu, la casquett' au pèr' Bugeaud?

Si tu ne l'as pas vue, la voilà

Elle est sur sa tête

Si tu ne l'as pas vue, la voilà

Il n'y en a pas deux comme ça.

Elle est fait', la casquette la casquette,

Elle est fait' avec du poil de chameau!

Viděls čepici, tu čepici,

viděls čepici otce Bugeauda?

Kdyžs ji neviděl tak tedy

Je na jeho hlavě

Kdyžs ji neviděl, tak ejhle

Nikde podobnou neuvidíš

Je udělaná, ta čepice, ta čepice

Je udělaná z velbloudí srsti,

Ta čepice otce Bugeauda

Bugeaud se vrátil do Francie po skončení bojů, ale již na jaře byl povolán zpět do Oranu potlačit opětovné povstání. Uzavřel s Abd el Kaderem 31. května 1837 Tasenskou smlouvu o vyhovující správě provincie a tím vzal opozici ve Francii vítr z plachet. O celé akci sepsal „Mémoire sur notre établissement dans la province d’Oran par suite de la paix“ (Pamětní spis o naší posici v provincii Oran v důsledku míru. Paříž, 1838). V únoru 1838 opět zasedl v parlamentní lavici a energicky se zasazoval roku 1840 za opevnění Paříže. Koncem roku 1840 byl jmenován guvernérem Alžírska a velmi úspěšně se prosadil jako generál, ale hlavně jako organizátor. Po vypuknutí války s Marokem, vtáhl s vojskem na území protivníka a dosáhl rozhodného a rozhodujícího vítězství v bitvě u Isly (14. srpna 1844), které mu přineslo i titul vévoda z Isly, když maršálskou hůl obdržel již rok před touto bitvou (1843). Roku 1847 se vrátil zpět do Francie. V noci z 23. na 24. února 1848 byl pověřen vojenským velením Paříže. S chladnou hlavou a rozvážně navrhl ofenzivní operační plán k potlačení revoluce, ale byl 24. února 1848 písemným rozkazem krále Ludvíka-Filipa, doručeným v 10 hodin dopoledne přinucen k ústupu a brzy poté odvolán z velení. Pak se neúspěšně pokoušel krále ovlivnit, aby neodstupoval. Byl zvolen poslancem Národního shromáždění a zde reprezentoval extrémní pravici. Zemřel 9. června 1849 na choleru. V Alžíru mu byl postaven roku 1852 památník a další památník stojí v Perigueux.